# Martisserre
Martisserre är en kommun i departementet Haute-Garonne i regionen Occitanien i södra Frankrike. Kommunen ligger i kantonen L'Isle-en-Dodon som tillhör arrondissementet Saint-Gaudens. År 2022 hade Martisserre 66 invånare.

## Befolkningsutveckling
Antalet invånare i kommunen Martisserre
Referens:INSEE